# اشچینیتک، شهرستان سیئدلس
اشچینیتک، شهرستان سیئدلس (به لاتین: Trzciniec, Siedlce County) یک منطقهٔ مسکونی در لهستان است که در Gmina Skórzec واقع شده‌است.

## خصوصیات
اشچینیتک ۴۸۰ نفر جمعیت دارد.